# Liste d'organisations de défense des droits liés à la transidentité
Cette liste contient les principales organisations défendant les droits des personnes transgenres et promouvant leur compréhension et leur acceptation à travers le monde.

## Organisations internationales
- International Foundation for Gender Education (IFGE)
- Action globale pour l'égalité trans (GATE)
- Internationalen Vereinigung Intergeschlechtlicher Menschen (IVIM)/Organisation Intersex International (OII)[1].

## Afrique
- Coalition des lesbiennes africaines coalition de plus de 30 organisations différentes basées dans 19 pays à travers l'Afrique
- Le Réseau Trans* Afrique Francophone (LE REST)

## Amérique du Nord

### Canada
- Québec, homophobie et transphobie, aide et ressources[2]
- Aide aux Trans du Québec (ATQ) ; associations partenaires[3]
- Action Santé Travesti(e)s et Transexuel(le)s du Québec (ASTT(e)Q)[2].
- Cactus Montréal, ressources, organismes offrant des services[4]
- Coalition des transsexuelles et transsexuels du Québec (CTTQ), radiée en 2010[5],[6].
- Droits des personnes lesbiennes, gaies, bisexuelles, transgenres, queers, bispirituelles et intersexuées, dont Organisations non gouvernementales[7]
- TRAPs à Montréal, pour les femmes[8].
- UQÀM, liste de ressources gratuites et confidentielles[9]
- Zenith Foundation (en)
- Fondation Skipping Stone, Alberta

### États-Unis
- Association professionnelle mondiale pour la santé des personnes transgenres (WPATH)[10].
- Zoe Belle Gender Centre (en).
- Gender Rights Maryland (en).
- Gender Spectrum[11].
- International Foundation for Gender Education[12].
- LGBTQIA Resource Center[13].
- Organisations Working to Improve the Lifes of LGBT Americans[14].
- Trans Maryland[15].
- Massachusetts Transgender Political Coalition (en)
- National Center for Transgender Equality (en)
- National Transgender Advocacy Coalition (en)
- Street Transvestite Action Revolutionaries
- Sylvia Rivera Law Project[16].
- Transcending Boundaries Conference (en)
- Transgender Archive (en)
- Transgender Foundation of America (en)
- Transgender Law Center (San Francisco, Californie)[17].
- Transgender Law and Policy Institute, cessation d'activité en 2021 [18].
- Transgender Oral History Project (en)
- Trans March, San Francisco, Montréal, Toronto
- Trans Student Educational Resources[19].
- Transgender Ressources GLAAD[20].
- Tri-Ess (en)

## Amérique latine

### Équateur
- Silueta X Association

## Asie

### Népal
- Blue Diamond Society

### Taiwan
- Taiwan TG Butterfly Garden

## Océanie

### Australie
- Zoe Belle Gender Centre (en)
- Transgender Victoria

### Nouvelle-Zélande
- Agender New Zealand

## Europe
- Transgender Europe (TGEU)

### Allemagne

#### Organisation non gouvernementales
- TransInterQueer e.V.[1],[21]
- Institut Mensch, Ethik und Wissenschaft[1],[22]
- Bundesvereinigung Trans*[1],[23]
- ABqueer e. V.*[1],[24].
- Intersexuelle Menschen e.V.[1],[25]

#### Activités gouvernementales
- Antidiskriminierungsstelle des Bundes[26]

### Belgique
Anvers
- Berdache België vzw, pour parents d'enfants transgenres, Anvers[27],[28].
- Genderspectrum vzw, pour personnes trans, non binaires et fluides[27].
- Gewone Doorgaan[27].
- Jongensdromen[27].

Brabant Flamand
- Transgenderkring Vlaams-Brabant, Kessel-Lo[27],[29].

Brabant Wallon
- Trans-ition, Folx les caves[27].

Bruxelles-Capitale
- Genres pluriels (Bruxelles)[27],[30],[31].
- Trans-Action (Belgique).
- Maison Arc-en-Ciel (Wallonie).
- Transemble[27],[32].
- vzw Merhaba. pour les personnes LGBTQI issues de l'immigration[27],[33]

Flandre Occidentale
- Gender Contact West-Vlaanderen, pour adultes, Sint Andries (Bruges)[27].
- Gender Salon, pour jeunes et adultes, Ostende[27].
- GenderaXept, pour adultes, Stasegem (Courtrai)[27].

Flandre Orientale
- Cavaria, organisation LGBT qui diffuse notamment des livrets informatifs en néerlandais et anglais sur la transidentité, Gand[34].
- Genderexpress, pour adulte, Gand[27],[35].
- Genderspectrum vzW, pour jeunes et adultes trans, non binaires et fluides, Gand[27].
- T-Jong : Mouvement de jeunes pour enfants, adolescents et jeunes à la recherche de leur identité de genre, répartis en T-birds (10-13 ans) T-squad(13-16 ans) Ctrl-T (16-30 ans), Gand[27],[36],[37].

Limbourg
- Keer-Punt, pour adultes, Hasselt[27],[38].

### France
Les premières associations d'aide aux personnes trans en France sont l'Association des malades hormonaux (AMAHO) fondée par Marie-Andrée Schwindenhammer en 1965, l'Association Beaumont Continental fondée en 1975 (plus ancienne encore en activité), le Centre du Christ libérateur (CCL) à Paris par le pasteur Joseph Doucé en 1976, l'Association médicale française d'aide aux transsexuels (AMEFAT) dans la région de Saint-Étienne par Marie-Ange Grenier en 1981. À partir de 1990, les associations mêlent à l'auto-support les revendications politiques et sociales : l'Association d'aide aux transsexuels (AAT) en 1992 à Marseille, le PASTT en 1993, l'Association du syndrome de Benjamin (ASB) en 1994 par le clinicien Tom Reucher, le CARITIG en 1995 par le sexologue Armand Hotimsky,,.
Leur nombre explose à partir des années 2000, facilité par l'arrivée d'Internet : Support transgenre Strasbourg, Groupe activiste trans (GAT), OUTrans, Acceptess-T,,,. Elles permettent de couvrir des territoires jusque-là dépourvus d'associations trans, ainsi que la structuration d'organisations inter-associatives à la portée nationale à partir de la décennie suivante (Santé Trans +, Fédération trans et intersexes, etc.). Dans le même temps, de nombreux centres gay et lesbien deviennent des Centre LGBT (« Lesbiennes, bis, gays, trans »).
Associations nationales
- Association Beaumont Continental (ABC), fondée en 1975, bulletin Double Je[40] ;
- Collectif ExisTransInter, structure inter-associative[44] ;
- Collectif intersexe activiste (CIA), organisation nationale intersexe fondée en 2016 ;
- Fransgenre[45], fondée en 2021, à portée nationale[46] ;
- Organisation de solidarité trans (OST), association nationale avec sections, fondée en 2021 à Tours[47] ;
- Réseau Santé Trans (ReST), fondé en 2018, auquel participe des associations et des professionnels de santé ;
- XY Média, média audiovisuel fondé en 2021[48].

Anciennes associations nationales
- Association nationale transgenre (ex-Trans Aide), fondée en 2004[40] à Nancy[41] par Stéphanie Nicot[49], dissoute en 2022 ;
- Association du syndrome de Benjamin (ASB), active de 1994[41] à 2008 ;
- CARITIG, Centre d'aide, de recherche et d'information sur la transsexualité et l'identité de genre, fondé en 1995[41] par Armand Hotimsky, disparu ;
- Centre du Christ libérateur, fondé en 1976 à Paris par le pasteur Joseph Doucé, repris par la pasteure Caroline Blanco après son assassinat en 1990[40] ;
- Fédération trans et intersexes (FTI), structure inter-associative fondée en 2017[40],[50],[n 1], disparu ;
- Santé Trans +, structure inter-associative fondé en 2015, réunissant Acceptess-T, AIDES, Chrysalide, Mutadis Mutandis et l'Observatoire des transidentités[40], disparue ;

Associations locales notables
- Acceptess-T, Actions concrètes conciliant éducation prévention travail équité santé et sport pour les personnes trans, fondée en 2010 à Paris[41] ;
- ACTHE, Association commune trans et homo pour l'égalité, fondée en 2010 à Paris[41], disparue ;
- Association d'aide aux transsexuels (AAT), fondé en 1992 à Marseille par Eddy Frelin, disparue[41] ;
- AMAHO, Association des malades hormonaux, fondée en 1965 à Paris par Marie-Andrée Schwindenhammer, disparue[39] vers 1980 ;
- AMEFAT, Association médicale française d'aide aux transsexuels, fondée en 1981 par Marie-Ange Grenier, disparue[41] ;
- C'est pas mon genre !, fondé en 2006 à Lille[41] par Christelle Olivier et Lazz[49] ;
- Chrysalide, fondé en 2007 à Lyon[41] ;
- Clar-T, Care, luttes, ateliers, rages - transidentités, fondé en 2016 à Toulouse[41] ;
- Espace Santé Trans, fondé en 2015 à Paris[51] ;
- FLIRT, Front de libération transfem, fondé en 2022 à Bagnolet[52] ;
- GAT, Groupe activiste trans, organisation libertaire de lutte, active de 2002 à 2006 à Paris[39],[40],[n 2] ;
- GeST, Groupe d'étude sur la transidentité, fondé en 2008 à Montpellier et Toulouse[41], disparu ;
- Mutatis Mutandis, actif de 2005 à 2013 à Bordeaux[40], fondé par Marine-Olivia Decaux[49]
- Observatoire des transidentités (ODT), fondé en 2010 à Marseille par Karine Espineira, Maud-Yeuse Thomas et Arnaud Alessandrin[40],[53],[n 3] ;
- Ouest Trans, fondé en 2015 à Rennes[41] ;
- ORTrans, Objectif respect trans, fondé en 2009 à Paris[41] ;
- OUTrans, fondé en 2009 à Paris[41] et actif en Île-de-France[54],[55].
- PASTT, Prévention action santé travail pour les transgenres, fondé en 1993 par Camille Cabral[41].
- PARI-T, Plate-forme d'action et de reconnaissance identitaire pour les transgenres, fondé en 2007 à Paris[56] ;
- RITA, Ressort intersexe et trans en action, fondé en 2016 à Grenoble[41] ;
- Sans Contrefaçon, fondé en 2005[41] à Marseille par Karine Espineira et Maud-Yeuse Thomas, relancée entre 2008 et 2009 sous le nom de SC Reloaded[39],[40] ;
- Support transgenre Strasbourg (STS), fondé en 2002 à Strasbourg par Alexandra Augst-Merelle et Cornelia Schneider[57] ;
- Trans 3.0, fondé en 2013 à Bordeaux[41] ;
- Trans'Act[39], fondé en 2005 à Montpellier par Nadya D.[49], disparu ;
- Trans Inter Action, fondé en 2015 à Nantes[41] ;
- Transat, fondé à Marseille ;
- T-Time, fondé en 2013 à Marseille[41],[58].

### Irlande
- Transgender Equality Network Ireland (TENI).

### Italie
- Movimento Identità Trans (MIT)

### Luxembourg
- Intersex & Transgender Luxembourg (ITGL).

### Royaume-Uni
- The Gender Trust (en)
- Press for Change
- Trans Media Watch

### Suisse
- Transit, association fondée par Diane Roh et active au cours des années 1990[59].
- Agnodice fondation (Lausanne)[60],[61],[62]
- InterAction Suisse
- EPICENE[63]
- Le Refuge (Genève)[64]